# Vlatkovići
Vlatkovići (cyr. Влатковићи) – wieś w Bośni i Hercegowinie, w Republice Serbskiej, w gminie Kneževo. W 2013 roku liczyła 302 mieszkańców.